# Ivan Ranzolin
Ivan Cesar Ranzolin (Lages, 18 de junho de 1939) é um advogado e político brasileiro.

## Carreira
Em 1988, elegeu-se vice-prefeito de Lages, na chapa encabeçada por Raimundo Colombo. Foi deputado estadual à Assembleia Legislativa de Santa Catarina na 9ª legislatura (1979 — 1983), eleito pela Aliança Renovadora Nacional (ARENA), na 10ª legislatura (1983 — 1987), e na 11ª legislatura (1987 — 1991), eleito pelo Partido Democrático Social (PDS), na 12ª legislatura (1991 — 1995), na 13ª legislatura (1995 — 1999), e na 14ª legislatura (1999 — 2003).
Foi deputado federal na 52ª legislatura (2003 — 2007), representando a Serra Catarinense em Brasília.
A partir de 2007 assumiu a presidência da Companhia de Gás de Santa Catarina (SCGAS), para um mandato de dois anos, sendo reconduzido ao cargo pelo conselho de administração para mais dois anos.
Ivan era irmão do ex-jornalista e ex-narrador esportivo Armindo Antônio Ranzolin (falecido em 2022) e é tio da jornalista gaúcha Cristina Ranzolin.